# Stadt der Angst: New York gegen die Mafia
Stadt der Angst: New York gegen die Mafia (Originaltitel: Fear City: New York vs The Mafia) ist eine dreiteilige US-amerikanische Krimi-Dokureihe des Streamingdienstes Netflix über die Macht der amerikanischen Cosa Nostra während der 1970er- und 1980er-Jahre sowie über die Ermittlungen der Behörden, die letztendlich zu dem berüchtigten „Mafia Commission Trial“ führten.

## Inhalt
Die Dokureihe behandelt die Struktur, Macht und Kontrolle der sogenannten Fünf Familien – Bonanno, Colombo, Gambino, Genovese und Lucchese – von der amerikanischen Cosa Nostra auf diverse Industriezweige und legitime Unternehmen im Bundesstaat New York während der 1970er- und 1980er-Jahre sowie die Überwachungs- und Abhörmethoden des FBI für den Aufbau einer Anklage mittels des „RICO Acts“ gegen die Bosse jener „Familien“, die den Großteil des Führungsgremiums, genannt Kommission, von der amerikanischen Cosa Nostra bilden. Der Fokus der Überwachung konzentriert sich auf Angelo Ruggiero und „Big Paul“ Castellano von den Gambinos, Ralph „Little Ralphie“ Scopo und Gennaro „Gerry Lang“ Langella von den Colombos, Anthony „Tony Ducks“ Corallo und Salvatore „Sal“ Avellino von den Luccheses, Anthony „Fat Tony“ Salerno von den Genoveses und Anthony „Bruno“ Indelicato von den Bonannos nach dessen Beteiligung an der Ermordung seines amtierenden Bosses Carmine „Lilo“ Galante. Jene Observation durch das FBI führte Mitte der 1980er-Jahre durch den Bundesstaatsanwalt Rudy Giuliani zum sogenannten „Mafia Commission Trial“.

## Episodenliste
| Nr. (ges.) | Nr. (St.) | Deutscher Titel    | Originaltitel       | Erstveröffentlichung USA | Deutschsprachige Erstveröffentlichung (D/A/CH) |
| ---------- | --------- | ------------------ | ------------------- | ------------------------ | ---------------------------------------------- |
| 1          | 1         | Die Mafia herrscht | Mob Rule            | 22. Juli 2020            | 22. Juli 2020                                  |
| 2          | 2         | Beweise auf Band   | The Godfather Tapes | 22. Juli 2020            | 22. Juli 2020                                  |
| 3          | 3         | Das Urteil         | Judgment Day        | 22. Juli 2020            | 22. Juli 2020                                  |

## Liste der Interviewpartner
| Namen                              | Beschreibung                                                                                 | Bild |
| ---------------------------------- | -------------------------------------------------------------------------------------------- | ---- |
| Michael Franzese                   | Ein ehemaliger Capo der Colombo-Familie von der amerikanischen Cosa Nostra.                  |      |
| John Edward „Johnny Alletto“ Alite | Ein ehemaliger Assoziierter der Gambino-Familie.                                             |      |
| Rudy Giuliani                      | Ehemaliger Bundesstaatsanwalt für den südlichen Distrikt von New York.                       |      |
| Michael Chertoff                   | Ehemaliger Mitarbeiter der Bundesstaatsanwaltschaft für den südlichen Distrikt von New York. |      |
| John Savarese                      | Ehemals für die Bundesstaatsanwaltschaft tätig.                                              |      |
| Gil Childers                       | Ehemals für die Bundesstaatsanwaltschaft tätig.                                              |      |
| Curtis Sliwa                       | Ein Anti-Verbrechens-Aktivist und Gründer der Bürgerinitiative Guardian Angels.              |      |
| Jim Kossler                        | Ein ehemaliger ranghoher Agent des FBI.                                                      |      |
| Bruce Mouw                         | Ein ehemaliger ranghoher Agent des FBI.                                                      |      |
| Roy Lindley DeVecchio              | Ein ehemaliger Agent des FBI.                                                                |      |
| Joe Cantamessa                     | Ehemaliges Mitglied eines FBI-Sondereinsatzkommandos.                                        |      |
| John Joyce                         | Ein ehemaliger Special Agent des FBI.                                                        |      |
| Charlotte A. Lang                  | Ehemalige Mitarbeiterin des FBI.                                                             |      |
| Patrick „Pat“ Marshall             | Ehemaliger Agent des FBI.                                                                    |      |
| George Robert Blakey               | Anwalt und Verfasser des Antikorruptionsgesetzes namens „RICO“.                              |      |
| Anthony M. Cardinale               | Ehemaliger Strafverteidiger von Anthony „Fat Tony“ Salerno.                                  |      |

## Synchronisation
Die deutsche Synchronisation der Dokureihe entstand unter der Dialogregie von Yvonne Kolle nach einem Dialogbuch von Gertrude Thoma mit der Übersetzung von Daniela Matic durch die Synchronfirma ZOO Digital.